# Герасимович Сильвестр
Сильве́стр Герасимо́вич (нар. 1881 — 1940 або пізніше, Казахська РСР) — український галицький кооперативний і політичний діяч, підприємець. Голова політичної колегії Фронту національної єдності, співзасновник і директор Центросоюзу.

## Життєпис
Народився в 1881 році.

Політична колегія (провід) ФНЄ, Львів, 1938 р.. Стоять в центрі (зліва направо: Дмитро Паліїв, Сильвестр Герасимович та отець Михайло Блозовський. Зправа за Блозовським — Микола Шлемкевич — ідеолог ФНЄ

Протягом певного часу працював у філії товариства «Сільський господар» у Лешневі, яку в 1904 році заснував о. Микола Герасимович. У Томину неділю 1920 року обраний до складу старши́ни Ставропігійського інституту.
Став співзасновником Центросоюзу, директор цієї кооперативної організації до 1929 року.
Наприкінці 1933 року з УНДО вийшла група діячів, опозиційно налаштованих до його проводу, та утворила у Львові партію — Фронт Національної Єдності (ФНЄ, стояв на націоналістичній платформі, відкидав терористичну діяльність), головою якої став Сильвестр Герасимович, секретарем — Дмитро Паліїв.
Автор книги «Підручник до ведення книг в кооперативних господарсько-торговельних і поживчих спілках, зі взорами».
Вивезений більшовиками до Казахстану в 1940 році, де й помер.